# 10. SS-Panzer-Division « Frundsberg »
La 10e division SS « Frundsberg » ou la division « Frundsberg » (appellations allemandes successives : la 10. SS-Panzergrenadier-Division, puis la 10. SS-Panzer-Division et enfin la 10. SS-Panzer-Division « Frundsberg ») est l'une des 38 divisions de la Waffen-SS durant la Seconde Guerre mondiale.
Son nom « Frundsberg » fait référence au reître allemand du XVIe siècle Georg von Frundsberg.
Les premières montées au front de la division datent d'avril 1944 en Ukraine. Elle est ensuite transférée sur le front de l'Ouest où elle combat en France et à Arnhem. Après cela, elle est déplacée en Poméranie, puis combat au sud-est de Berlin, et enfin en Lusace, jusqu'à la capitulation.

## Historique
La division Frundsberg est formée, comme sa division-sœur la « Hohenstaufen », en France en février 1943 ; elle est d'abord baptisée 10. SS-Panzergrenadier-Division, les deux divisions formant le IIe SS-Panzerkorps. La division est assemblée dans le Sud-Est de la France, et reçoit en juin 1943 le nom de Division « Karl der Grosse » (Charlemagne). Elle change toutefois de nom rapidement puisque, en octobre 1943, elle s'appelle désormais la 10. SS-Panzer-Division Frundsberg.
En mars 1944, la division encore incomplète est intégrée dans le IIe SS-Panzerkorps avec sa jumelle la 9e Panzerdivision SS Hohenstaufen. Ce corps est déployé sur le front de l'Est rapidement après cette intégration.
La division se bat à Tarnopol et Lemberg, avec pour mission de libérer les unités restantes de la division SS « Leibstandarte SS Adolf Hitler » ainsi que des unités de la « Das Reich », encerclées par les Soviétiques à Tarnopol. Les divisions Frundsberg et Hohenstaufen, malgré leur infériorité numérique, parviennent à ouvrir un corridor dans le dispositif soviétique puis dégager les éléments de la 1. Panzerarmee.
Sous les ordres du général Harmel, la 10e division est de retour en France en juillet 1944 pour s'opposer aux forces alliées qui viennent de débarquer en Normandie. Le 6 août elle attaque les positions britanniques à Chêndollé mais elle se retire d'une attaque sur la côte 224 à cause de ses pertes. Hitler veut bien utiliser la division pour la contre-attaque de Mortain, mais Kluge estime qu'elle est trop engagée. Le 11 août, l'armée américaine réussit à conquérir Mortain et à repousser la 10e division du secteur de Barenton. Lorsque les troupes américaines capturent Domfront, le 14 août 1944, la division effectue une contre-attaque avec ses derniers chars, permettant le retrait de la division. Dans la nuit du 17 août 1944, la division arrive sur le secteur de Putanges, à environ 18 km à l'ouest d'Argentan. La nuit suivante, la division marche sur Villedieu-lès-Bailleul, à 3 km environ au sud-ouest de Trun. Après le 19 août 1944, la Poche de Falaise se referme sur la division. Pour l'armée allemande, la poche devient une véritable fournaise, un "chaudron" dont peu sortiront indemnes. Au soir du 21 août, la 10e division a perdu pas moins de 3 000 hommes et toutes ses armes lourdes. Le 24 août, les derniers éléments de la division traversent la Seine à Elbeuf et se regroupent dans la région de Beauvais. Elle marche ensuite vers Wavre puis vers Arnhem.
En septembre 1944, elle est reconstituée, en partie avec des membres de la Luftwaffe et en partie des conscrits allemands, originaires de Roumanie. Toujours à Arnhem, elle s'oppose aux troupes américano-britanniques aéroportées engagées dans l'opération Market Garden.
En janvier 1945, la 10e Panzerdivision SS Frundsberg participe à l'Opération Nordwind en Alsace puis est transférée à l'est où elle se bat sur la Vistule. Elle combat l'Armée rouge en Poméranie puis en Saxe. Encerclée dans la poche de Halbe, la division effectue une percée et se retire à travers Moritzburg, avant d'atteindre la région de Teplice en Tchécoslovaquie, où la division se rend à l'armée américaine à la fin de la guerre.

## Liste des commandants successifs

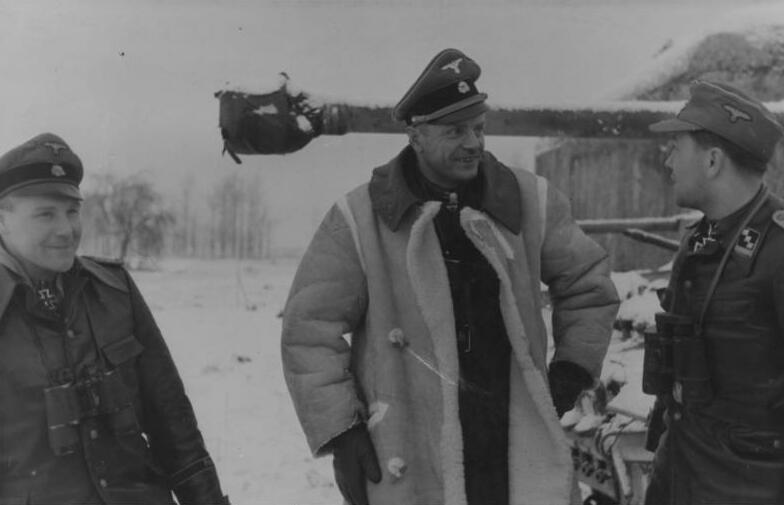
Heinz Harmel et des membres de la division Frundsberg en février 1945.

| Début            | Fin              | Grade                   | Nom                              |
| ---------------- | ---------------- | ----------------------- | -------------------------------- |
| Mars 1943        | 15 février 1943  | SS-Standartenführer     | Michel Lippert                   |
| 15 février 1943  | 15 novembre 1943 | SS-Gruppenführer        | Lothar Debes                     |
| 15 novembre 1943 | 27 avril 1944    | SS-Gruppenführer        | Karl Fischer von Treuenfeld (en) |
| 27 avril 1944    | avril 1945       | SS-Gruppenführer        | Heinz Harmel                     |
| avril 1945       | 8 mai 1945       | SS- Obersturmbannführer | Franz Roestel                    |

## Composition

### 10. SS-Panzergrenadier-Division «Karl der Grosse»
- SS-Panzer-Grenadier-Regiment 1 « Frundsberg »
- SS-Panzer-Grenadier-Regiment 2 « Frundsberg »
- SS-Kradschützen-Regiment 10
- SS-Panzerjäger-Abteilung 10
- SS-Schturmgeschütz-Abteilung 10
- SS-Artillerie-Regiment 10
- SS-Flak-Abteilung 10
- SS-Pionier-Bataillon 10
- SS-Nachrichten-Abteilung 10
- SS-Sanitäts-Abteilung 10
- SS-Wirtschafts-Bataillon 10
- SS-Nachschubtruppen 10
- SS-Instandsetzungs-Abteilung 10

### 10. SS-Panzer-Division «Frundsberg»
- SS Panzer-Regiment 10 "Langemark"
- SS Panzer-Grenadier-Regiment 21 (vorher SS Pz-Gren-Rgt.1 "Frundsberg")
- SS Panzer-Grenadier-Regiment 22 (vorher SS Pz-Gren-Rgt.2 "Frundsberg")
- SS Panzer-Artillerie-Regiment 10
- SS Flak Artillerie-Abteilung 10
- SS Sturmgeschütz-Abteilung 10
- SS Kradschützen-Regiment 10
- SS Panzerjäger-Abteilung 10
- SS Panzer-Pionier-Bataillon 10
- SS Panzer-Nachrichten-Abteilung 10
- SS Versorgungseinheiten 10

## Polémiques
Heinz Harmel, commandant de la division entre avril 1944 et 1945, était "Generalmajor" de la Waffen-SS en Normandie. Il fut fait Citoyen d'Honneur de Bayeux en 1984, lors du voyage commémoratif à Bayeux d'un groupe d'anciens combattants allemands. Selon le maire de l'époque Bernard Roquet, son véritable passé n'avait alors pas été mis en exergue, ce qui avait constitué "une grave erreur" dont "il ne pouvait pas être fier".
En août 2006, l'écrivain allemand Günter Grass a reconnu avoir été fantassin dans cette division à la suite de son enrôlement dans la Waffen-SS en novembre 1944. Cette révélation a suscité de nombreuses réactions en Allemagne, en Pologne (Günter Grass est né à Gdansk) et dans la presse internationale, exacerbées par les positions critiques de l'écrivain sur le passé nazi de l'Allemagne,.